# 山口ふく太郎・ふく子
山口ふく太郎・ふく子（やまぐちふくたろう・ふくこ）は、日本の夫婦お笑いコンビ。吉本興業所属。ワタナベコメディスクール2期生。旧コンビ名、山陽ピッツァ（さんようピッツァ）。よしもと山口県住みます芸人。

## メンバー
竹内 直樹／ふく太郎（たけうち なおき／ふくたろう、1979年7月27日（45歳） - ）
- 埼玉県北本市出身[1]。ツッコミ担当。身長182cm。体重97kg。
- 山陽ピッツァ時代の芸名は「ビースト」。
- 浦和学院高等学校卒業。ラグビー推薦で流通経済大学へ進学したが、途中でラグビー部は退部、その後大学中退[1]。その後芸人を目指してテアトルアカデミーに入る[1]。
- かつては男性同士のコンビを4年間組んでいたが解散、その後も男性コンビを組んでいたが解散を繰り返した[1]。
- 相方と出会った当時の体重は今より55kgほど痩せており、本人いわく“イケメン”だった[2]。
- 趣味は釣り、野球、ラグビー。特技はルービックキューブ早業、そろばん暗算[3]。
- 山陽ピッツァ時代はメガホンを持っていることも多かった。
- 2010年に入ってからは髪を伸ばし続けていたが、現在は短髪に戻している。

竹内 聡子／ふく子（たけうち さとこ／ふくこ、1978年12月3日（46歳） - ）
- 山口県周南市出身[4]。ボケ担当。身長148cm。体重46kg。
- 旧姓：石田 聡子（いしだ さとこ）
- 山陽ピッツァ時代の芸名は「さっちゃん」。
- 山口県立徳山北高等学校卒業[4]。高校卒業後上京し[4]、テアトルアカデミー入り。
- 趣味は散歩。特技はお菓子作り[3]。
- 剣道2段、書道初段のそれぞれの有段者[5]。

## 概要
- 実の恋人同士でコンビを組んだ「カップル芸人」として始まり、現在は夫婦漫才コンビ。二人はタレント養成所・テアトルアカデミーで出会う[4]。同棲もしていた[2][6]。2001年頃、当時芸人の卵だったビースト（現・ふく太郎）が、同じ事務所に所属していたさっちゃん（現・ふく子）に一目惚れする形で交際を始めた。その後さっちゃんは事務所を辞めて普通のOLになる。しかしビーストがピン芸人としてなかなか売れないのを見かね、2006年4月に芸能界に復帰し、コンビ結成。その後2013年に結婚[7]。現在、子供が2人いる[4]。
- M-1グランプリ2007　2回戦敗退。第7回漫才新人大賞本選出場。
- 2012年10月、宮川大助・花子の元に弟子入り[5]。同年11月1日より、よしもとクリエイティブ・エージェンシーへ移籍。
- 2016年11月、育児と仕事の両立を考えてふく子の地元・周南市に戻り「山口県住みます芸人」となった[4]。山口県住みます芸人就任に合わせ、山陽ピッツァから現在のコンビ名に改名した[4]。
- 以前はネタはすべてコントで、「漫才」とつく賞レースにもすべてコントで参戦していた。その後漫才スタイルのネタも披露していることがある。

## 芸風
これまでには「海賊」「空手」「剣道」「消防士」などに扮したコントを演じていた。例えば、空手のコントではビーストが師範役となってコントを引っ張る役になろうとするが、さっちゃんに返されることもある。また、さっちゃんがビーストの体型をいじるボケをしたり、さっちゃんがビーストをビンタしたり投げ飛ばしたりなどでビーストが媚びる口調に変わりながら痛がることもある。ライブでは、その後さっちゃんのハーモニカの演奏とビーストの語りで締める。

## 出演
- ぐるぐるナインティナイン（日本テレビ系　2008年、『おもしろ荘へいらっしゃい!』コーナーに出演）
- ラジかるッ（日本テレビ　2008年2月22日、『ウエスポーン!女ののど自慢』コーナーに出演）
- 爆笑レッドカーペット（フジテレビ、2008年6月11日）- キャッチコピーは「デコボコカップル」
- エンタの神様（日本テレビ系）- キャッチコピーは「凸凹（ちぐはぐ）な男女関係」
- ジャイケルマクソン（毎日放送、2008年11月19、26日） -芸人国勢調査の回に出演。
- 新春ピンクカーペット（フジテレビ、2009年1月1日）-キャッチコピーは「デコボコカップル」
- 爆笑トライアウト（NHK総合、2009年5月1日）
  - 会場審査は3位（473TP）に終わるも、視聴者投票で1位（1641票）だったためオンバト挑戦権獲得。
- 爆笑オンエアバトル（NHK総合）戦績0勝1敗 最高225KB
- 芸人報道（日本テレビ系、2012年11月12日）
- お助け屋☆陣八 第9話（読売テレビ、2013年3月7日・高木役）ビーストのみ
- ちぐスマ!（テレビ山口）- 中継リポーター
- 熱血テレビ（山口放送）
- mix（テレビ山口、2020年10月 - ）- 中継リポーター（不定期出演）